# Мейсон-Сіті (Айова)
Мейсон-Сіті (англ. Mason City) — місто (англ. city) в США, в окрузі Серро-Гордо штату Айова. Населення — 27 338 осіб (2020).

## Географія
Мейсон-Сіті розташований за координатами 43°8′55″ пн. ш. 93°11′59″ зх. д. / 43.14861° пн. ш. 93.19972° зх. д. (43.148609, -93.199795).  За даними Бюро перепису населення США в 2010 році місто мало площу 72,76 км², з яких 72,02 км² — суходіл та 0,75 км² — водойми.

## Демографія
Згідно з переписом 2010 року, у місті мешкало 28 079 осіб у 12 366 домогосподарствах у складі 7210 родин. Густота населення становила 386 осіб/км².  Було 13352 помешкання (184/км²).
Расовий склад населення:
| - 93,8 % — білих - 1,8 % — чорних або афроамериканців - 0,9 % — азіатів - 0,3 % — корінних американців - 1,3 % — осіб інших рас |

До двох чи більше рас належало 1,9 %. Частка іспаномовних становила 5,1 % від усіх жителів.
За віковим діапазоном населення розподілялося таким чином: 21,9 % — особи молодші 18 років, 61,0 % — особи у віці 18—64 років, 17,1 % — особи у віці 65 років та старші. Медіана віку мешканця становила 40,9 року. На 100 осіб жіночої статі у місті припадало 93,1 чоловіків;  на 100 жінок у віці від 18 років та старших — 90,0 чоловіків також старших 18 років.
Середній дохід на одне домашнє господарство  становив 57 769 доларів США (медіана — 43 525), а середній дохід на одну сім'ю — 74 106 доларів (медіана — 59 735). Медіана доходів становила 45 251 долар для чоловіків та 33 905 доларів для жінок. За межею бідності перебувало 14,7 % осіб, у тому числі 17,7 % дітей у віці до 18 років та 9,0 % осіб у віці 65 років та старших.
Цивільне працевлаштоване населення становило 14 448 осіб. Основні галузі зайнятості: освіта, охорона здоров'я та соціальна допомога — 25,0 %, виробництво — 16,5 %, роздрібна торгівля — 16,0 %.